# Bulgarische Eishockeyliga 2003/04
Die Saison 2003/04 war die 52. Spielzeit der bulgarischen Eishockeyliga, der höchsten bulgarischen Eishockeyspielklasse. Meister wurde zum insgesamt 15. Mal in der Vereinsgeschichte der HK Slawia Sofia.

## Modus
In der Hauptrunde absolvierte jede der vier Mannschaften insgesamt sechs Spiele. Alle vier Mannschaften qualifizierten sich für die Playoffs, in denen der Meister ausgespielt wurde. Für einen Sieg erhielt jede Mannschaft zwei Punkte, bei einem Unentschieden gab es einen Punkt und bei einer Niederlage null Punkte.

## Hauptrunde
|    | Klub                | Sp | S | U | N | Tore  | Punkte |
| -- | ------------------- | -- | - | - | - | ----- | ------ |
| 1. | HK Slawia Sofia     | 6  | 5 | 1 | 0 | 85:22 | 11     |
| 2. | HK Lewski Sofia     | 6  | 4 | 1 | 1 | 55:15 | 9      |
| 3. | Sinite Sofia        | 6  | 1 | 0 | 5 | 17:66 | 2      |
| 4. | Iceberg-Sulis Sofia | 6  | 1 | 0 | 5 | 23:77 | 2      |

Sp = Spiele, S = Siege, U = unentschieden, N = Niederlagen, OTS = Overtime-Siege, OTN = Overtime-Niederlage, SOS = Penalty-Siege, SON = Penalty-Niederlage

## Playoffs

### Halbfinale
- HK Slawia Sofia – Iceberg-Sulis Sofia 20:3/22:4
- HK Lewski Sofia – Sinite Sofia 9:0/8:1

### Spiel um Platz 3
- Sinite Sofia – Iceberg-Sulis Sofia 4:3 (8:3, 2:5, 7:5, 1:6, 4:2, 3:7, 5:4)

### Finale
- HK Slawia Sofia – HK Lewski Sofia 4:2 (6:2, 1:3, 4:2, 3:4 n. P., 4:3 n. V., 5:1)